# Lophostethus negus
Lophostethus negus là một loài bướm đêm thuộc họ Sphingidae. Nó được tìm thấy ở highland forests ở Ethiopia.
Nó gần giống loài Lophostethus dumolinii.